# Waw (Hebräisch)

Waw

Waw (ו) ist der sechste Buchstabe des Hebräischen Alphabets. Er hat den Zahlenwert 6. Der am nächsten verwandte Buchstabe im lateinischen Alphabet ist das „W“.

## Waw als Mater lectionis
Das Waw zählt neben Jod, Aleph und He zu den Konsonanten, die auch als Vokalzeichen genutzt werden können. Erhält das Waw einen Punkt darüber (Choläm) ist es Mater lectionis für langes O und ebenso zu sprechen. Wird ein Punkt in die Mitte gesetzt (Schuruq), ist es Mater lectionis für langes U.

## Geschichte
Der hebräische Buchstabe Waw hat den gleichen historischen Hintergrund wie der phönizische Buchstabe Waw, der auf die bildliche Darstellung eines gegabelten Hakens zurückgeht. Vom Waw leitet sich der – später nicht mehr gebrauchte – griechische Buchstabe Digamma her und auf diesem Umweg auch das griechische Ypsilon und die lateinischen Buchstaben F, U, V, W und Y.
Die historische Aussprache des Buchstaben liegt wohl nahe dem englischen w ([w]). In der heutigen israelischen Aussprache, die aschkenasisch beeinflusst ist, wird das Waw allerdings eher wie englisches v (und deutsches w) ausgesprochen ([v]).
Ein Waw am Wortanfang ist sehr häufig eine Vorsilbe mit der Bedeutung „und“. Es erscheint im Althebräischen regelmäßig bei Verben im Narrativ und AK-Konsekutiv am Wortanfang, kann aber ebenso bei anderen Worten oder Namen und auf dem ersten Wort im Satz erscheinen.

## Beispiele
- ורד (vered): Rose
- רות (rut): Rut
- יונה (iona): Jona

## Zeichenkodierung
| Unicode Codepoint | U+05D5            |
| Unicode-Name      | HEBREW LETTER VAV |
| HTML              | &#1493;           |
| ISO 8859-8        | 0xE5              |